# Pompostolella aeneoalbida
Pompostolella aeneoalbida är en fjärilsart som beskrevs av Walsingham 1897. Pompostolella aeneoalbida ingår i släktet Pompostolella och familjen äkta malar. Inga underarter finns listade i Catalogue of Life.